# Жилой дом компании «Куллерво»
Жилой дом компании «Куллерво» — жилой дом с коммерческими помещениями в городе Выборге. Занимающий участок на углу бульвара Кутузова и улицы Мира многоквартирный дом в стиле северный модерн (финский национальный романтизм) относится к памятникам архитектуры, однако исключён из списка объектов культурного наследия приказом Комитета по культуре Ленинградской области от 28.03.2006 № 14.

## История
Участок, на котором расположено здание, до конца XIX века относился к Петербургскому форштадту — выборгскому предместью с нерегулярной деревянной застройкой. В связи со сносом устаревших укреплений Рогатой крепости выборгским губернским землемером Б. О. Нюмальмом в 1861 году был разработан городской план, согласно которому сформировалась сеть новых прямых улиц, разделивших территорию бывшего форштадта на участки правильной формы. 

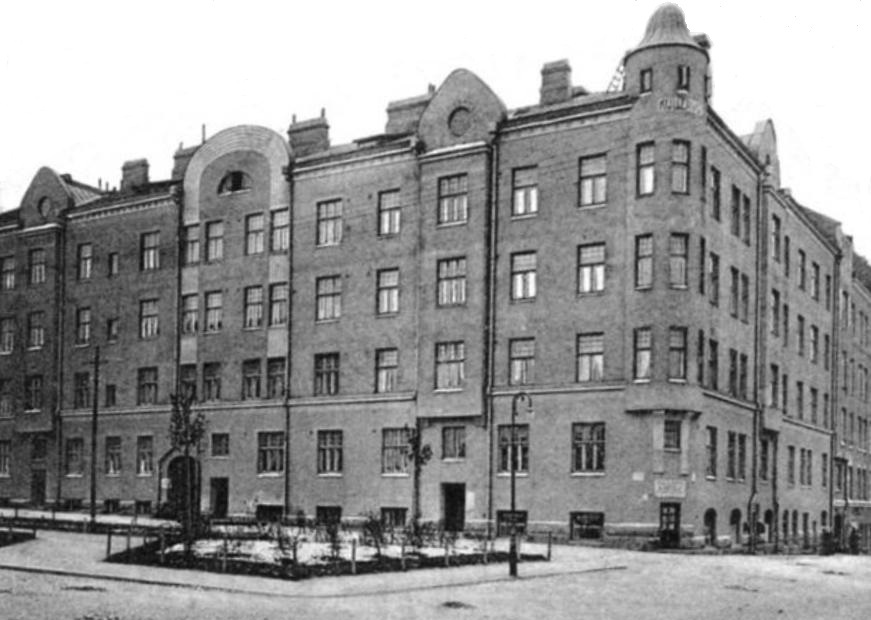
Первоначальный облик дома

Но на практике передел границ владельческих участков со сносом старых деревянных домиков занял много лет: внушительные каменные здания на вновь проложенном широком бульваре — Куллервоской улице — стали появляться только в начале XX века. Одним из них и стал примкнувший к флигелю дома Поркки пятиэтажный угловой дом жилого товарищества «Куллерво», названного, как и улица, в честь трагического персонажа карело-финского эпоса «Калевала». Проект доходного дома в стиле северный модерн, возведённого к 1910 году, был разработан архитектором Эркки Песоненом в 1907 году. Основными элементами оформления скупо декорированного, оштукатуренного «под шубу» фасада масштабного здания были эркеры, фронтоны с украшенными орнаментами мансардными окнами, а также угловая башенка в стиле финского национального романтизма, на которую было нанесено имя «Kullervo». Большая часть помещений отводилась под квартиры; в помещениях частично облицованного гранитом цокольного этажа с витринными окнами размещались различные коммерческие предприятия (такие, как мясной магазин и мастерская по ремонту обуви).
В результате советско-финляндских войн (1939—1944) дом был сильно разрушен. В ходе Великой Отечественной войны с 1941 года и до Выборгской операции 1944 года здание снова находилось в руках прежних владельцев, которые провели ремонт с надстройкой угловой части на два этажа для увеличения доходов от сдачи жилой площади внаём. Под не затронутой реконструкцией частью карниза сохранился орнаментальный декор. По словам исследователя А.С. Мысько, «угловая часть дома приобрела менее элегантный, тяжеловесный, но солидный вид». При этом А. Ю. Гусаров отмечает хорошо подобранные пропорции эркеров и удачное сочетание лоджий и балконов верхних этажей здания с двумя уровнями кровли. 
С послевоенного времени жилые и коммерческие помещения дома на улице, переименованной в бульвар Кутузова, продолжают эксплуатироваться по назначению.